# Miroslav Vtípil
Miroslav Mirek Vtipil (Svratka, 27 augustus 1983) is een Tsjechisch oud-langebaanschaatser en tegenwoordig zelfstandig ondernemer met een eigen klusbedrijf bij De Klussenier en voor de Tsjechische sportzender CT4 commentator bij grote schaatstoernooien. In de Adelskalender, een ranglijst voor langebaanschaatsers aller tijden, staat Vtípil anno maart 2009 op een 378e positie.

## Biografie
Vtípil is begonnen met schaatsen toen hij 10 jaar was. Vtípil is een neef van zijn trainer Petr Novák en zijn internationale debuut maakte hij in seizoen 1999/2000. Vtípil rijdt dan in Finland het wereldkampioenschap junioren. In 2001 debuteert hij op het Europees Kampioenschap in Erfurt. Voor de Olympische Winterspelen van Salt Lake City was het plan van Vtípil om op de 5000 meter uit te komen. De limiet op deze afstand lag op 6.53,00 en zijn Olympic Oval-tijd in Calgary was 6.53,32: tweeëndertig honderdste te langzaam. In 2002 en 2003 werd Vtípil in Tsjechië uitgeroepen tot Schaatser van het Jaar. Zijn op een-na-laatste internationale optreden is tijdens het EK Allround 2006 in Hamar waar Vtipil als 31e eindigt. Een week later werd de Tsjech bij het WK Sprint 2006 in Thialf (Heerenveen) 45e.

## Persoonlijk records
| Afstand      | Tijd     | Datum            | Baan           |
| ------------ | -------- | ---------------- | -------------- |
| 500 meter    | 38,15    | 7 januari 2005   | Heerenveen     |
| 1000 meter   | 1.13,86  | 20 november 2005 | Salt Lake City |
| 1500 meter   | 1.52,38  | 18 november 2005 | Salt Lake City |
| 3000 meter   | 4.03,93  | 23 januari 2003  | Heerenveen     |
| 5000 meter   | 6.50,42  | 19 november 2005 | Salt Lake City |
| 10.000 meter | 14.28,61 | 28 november 2004 | Heerenveen     |

## Resultaten
| jaar | TK Allround | EK Allround | WK Sprint | WK Junioren |
| ---- | ----------- | ----------- | --------- | ----------- |
| 2000 | Goud        | -           | -         | NC46        |
| 2001 | -           | -           | -         | NC25        |
| 2002 | -           | NC29        | -         | NC36        |
| 2003 | -           | NC25        | -         | 22e         |
| 2004 | -           | NC23        | -         |             |
| 2005 | NC29        | -           |           |             |
| 2006 | NC31        | 45e         |           |             |

- = geen deelname
NC# = niet gekwalificeerd voor de laatste afstand, maar wel als # geklasseerd in de eindrangschikking